# Neide Pavani
Neide Pavani (Ribeirão Pires, 2 de maio de 1934 – São Paulo, 25 de outubro de 2002) foi uma atriz, dubladora e diretora de dublagem brasileira, conhecida por Vou Te Contá... (1958), Manhattan (1990) e O Contador de Histórias (1955). Pavani veio a falecer repentinamente em 2002 de infarto.

## Carreira

Pavani, ao lado de Henrique César (direita) e Amândio Silva Filho (esquerda), em 1957

Neide começou sua carreira no teatro, uma de suas primeira atuações no teatro foi no Grupo Folclórico Brasileiro, nas peças Não Te Assustas, Zacaria! (1957), e Mestre do Moçambique (1957), no Teatro Maria Della Costa, em São Paulo. Nos anos de 60, atuou em Os Pais Terríveis (1969), de Jean Cocteau com direção de Tito Di Miglio, ao lado de Fernando Baleroni no Teatro das Artes, em São Paulo. Nos anos de 70, esteve na peça Veludo, o Costureiro das Dondocas (1975), comédia de Costinha e Jorge Murad, juntamente com Costinha, Roberto Vanderley, Vilma Fernandez e Mário Ernesto, no Teatro Leopoldina, em Porto Alegre. Ela começou no cinema, participando do filme de comédia musical, Vou Te Contá... (1958).
Na televisão, começou na TV Tupi, na novela Sublime Obsessão (1958). Posteriormente, atuou nas novelas Anki... Tô... Eu (1959), Noturno de Chopin (1961), e A Noite Eterna (1962–63). Neide atuou também no programa Revista Feminina, original de Caetano Gherardi, aonde eram apresentadas novelas semanais. Em peças, atuou, primeiramente no programa de teleteatro TV de Vanguarda, em Clara dos Anjos (1959), A Mansão Silenciosa (1961), Trágica Inocência (1962), Tereza Raquin (1962), Esta Noite Fique Em Casa (1962), entre outras. Em seguida o programa TV de Comédia, aonde esteve nas peças Das Cinco Às Sete (1959), Bombonzinho (1959), Atenção Srs. Passageiros (1960), Um Gosto de Mel (1961), O Beijo Que Era Meu (1962), entre outras. Na rádio, esteve na Rádio Tupi de São Paulo, quando foi contratada pelas Emissoras Associadas para trabalhar na TV Tupi. Entre outros, esteve na versão paulista do humorístico Vai da Valsa (1961), além das radionovelas Um Amor Imperecível (1962), e O Passado Não Perdoa (1962).
Em programas teatrais temáticos, Pavani também esteve muito presente. Entre eles, Vultos do Brasil, na peça A Vida de Emílio Ribas (1958), Palhinha na TV, em A Princesa e o Tocador de Alaúde (1958), O Contador de Histórias, em Vamos Fazer Alguma Coisa (1958), e Grandes Heróis, em Emílio Ribas (1958). Ela também esteve no programa Grande Teatro Tupi, entre outros programas de peças teatrais, estão Studium-4, com as peças O Fatalista (1962) e Muralhas (1962). Teatro Tupi, com a peça de comédia musical, Brotos em Festa (1962), além do programa TV Teatro.
Posteriormente Pavani, foi para a TV Excelsior, aonde atuou nas novelas Aqueles Que Dizem Amar-Se (1963) e A Cidadela (1964). Também na emissora participou do programa Brasil 63 (1963), com produção de Titio de Miglio e Waldemar de Moraes. Em programas teatrais, esteve em Teatro Excelsior, em A Rosa Azul (1963), e Grande Teatro do 9, em Uma Voz Ao Telefone (1963), entre vários.
Em 1964, foi para o Rio de Janeiro contratada pela TV Rio, na mesma época que contratam Álvaro Aguiar e Sonia de Moraes, seus futuro colegas de dublagem. Na emissora, atuou nas novelas Imitação da Vida (1964), Cumplicidade (1964), Fonte da Saudade (1964), e Bom Dia, Mamãe (1965). 
Em meados dos anos de 1970 esteve na TV Tupi Rio de Janeiro, aonde produziu o programa dedicado aos jovens, Sendas do Saber (1975), com direção de Tito de Miglio, e apresentação de Carlos Henrique, ao lado de Mara Di Carlo e José Mandarino. Por volta de 1978, retornou à São Paulo, onde novamente atuou na TV Tupi. Entre os programas que participou, está o infantil, Os Pankekas (1978), ela atuou também na novela João Brasileiro, o Bom Baiano (1978).
Na dublagem entrou em meados dos anos de 1960, participando de diversas séries como Perdidos no Espaço, A Feiticeira, Lancer, Daniel Boone, entre outros. Por volta de 1969–70 entrou para a Cinecastro no Rio de Janeiro e por volta de 1978 retornou à São Paulo para AIC, atualmente chamada de BKS. Na BKS, começou a narrar no estúdio, sendo a primeira narradora do Brasil em um estúdio de dublagem. Paralelamente começou com a direção de séries no estúdio, e se tornou uma das maiores diretoras de dublagem de São Paulo. Por volta de 1983, já estava nos estúdios de dublagem da TVS. Em 1984, ingressou na Maga, nos mesmos estúdios.
Entre seus personagens que dublou, a atriz Katharine Hepburn a qual dublou algumas vezes, como nos filmes A Costela de Adão e Justiceiro Implacável. Ela também deu a voz para Midge Wood, interpretada por Barbara Bel Geddes, em Um Corpo Que Cai; Sra. Harper, interpretada por Jeannie Austin, em Pague Para Entrar, Reze Para Sair; Rosie Morales, interpretada por Elizabeth Peña, em La Bamba; Janet Walker, interpretada por Joan Chandler, em Festim Diabólico; diretora Evelyn Doyle, interpretada por Louise Fletcher, em Uma Escola Muito Doida. Em desenhos animados, dublou a avó de Dennis em Pestinha & Feroz. Como diretora de dublagem, atuou em empresas como BKS, Centauro, Parisi Vídeo e Estúdios Gabia, dirigindo vários filmes, séries e desenhos. Fez na BKS a primeira direção de Esquadrão Classe A, depois sendo substituída por Carlos Campanile. 
Neide veio a falecer repentinamente no dia 25 de outubro de 2002 de infarto, causado pelo fumo.

## Vida pessoal
Pavani se casou no início dos anos de 1960 com o ator Paulo Villa, que atuou, na TV Excelsior e TV Rio. Posteriormente, se casou com o argentino Tito Di Miglio, que era diretor de teatro e TV, tendo sido escritor da novela, 2-5499 Ocupado (1950).

## Filmografia

### Cinema
| Ano  | Título          | Personagem   | Ref. |
| ---- | --------------- | ------------ | ---- |
| 1958 | Vou Te Contá... | Desconhecido |      |
| 1990 | Manhattan       | Desconhecido |      |

### Televisão
| Ano     | Título                    | Personagem   | Notas       | Ref.   |
| ------- | ------------------------- | ------------ | ----------- | ------ |
| 1958    | O Contador de Histórias   | Mary         | 1 episódio  |        |
| 1958    | Sublime Obsessão          | Desconhecido |             |        |
| 1958–59 | TV Teatro                 | Craig        | 4 episódios |        |
| 1958–63 | Grande Teatro Tupi        | Desconhecido | 4 episódios |        |
| 1959    | Anki... Tô... Eu          | Desconhecido |             |        |
| 1959    | TV de Comédia             | Desconhecido | 2 episódios |        |
| 1959–62 | TV de Vanguarda           | Elaine       | 7 episódios |        |
| 1960    | Imitação da Vida          | Desconhecido |             | [ 13 ] |
| 1962    | A Noite Eterna            | Desconhecido |             | [ 7 ]  |
| 1963    | Aqueles Que Dizem Amar-Se | Desconhecido |             | [ 9 ]  |
| 1964    | A Cidadela                | Desconhecido |             | [ 10 ] |